# 3703 Volkonskaya
3703 Volkonskaya је астероид главног астероидног појаса чија средња удаљеност од Сунца износи 2,331 астрономских јединица (АЈ).
Апсолутна магнитуда астероида је 14,3.